# BT-42
De BT-42 was een Fins gemechaniseerd aanvalskanon, gebouwd tijdens de Vervolgoorlog. Het was een combinatie van een buitgemaakte BT-7 romp en een herontworpen toren, met daarin een Brits 4,5 inch m1908 houwitser, die aan de Finnen geschonken waren tijdens de Winteroorlog. In totaal werden er achttien voertuigen vervaardigd.

## Voorgeschiedenis
Toen de oorlog uitbrak met de Sovjet-Unie in november 1939, hadden de Finnen vrijwel geen beschikking over pantservoertuigen, laat staan tanks. Ondanks dat gebrek wisten de Finnen met superieure tactieken ongeveer 56 BT-7 tanks buit te maken. In de periode daarvoor hadden de Finnen een levering gehad van verouderde Britse QF 4,5 inch Mk.II houwitsers, welke in Finland de aanduiding 114 Psv.H/18 ontvingen. De BT-7's waren een vooroorlogs ontwerp en zowel het pantser als de bewapening bleek in de Vervolgoorlog inadequaat. Zodoende spraken meerdere officieren het idee uit om de tanks te combineren met de houwitsers om de Sovjet tanks goed te kunnen bestrijden. Het idee was vergelijkbaar met dat van de Sovjet KV-2.
De afdeling Pantserreparatie had 53 tanks in de opslag. Hieruit werden de beste achttien gekozen voor het project. Het was de bedoeling om de BT-42 in te zetten als aanvalskanon, maar technisch gezien kwam het ontwerp meer overeen met een gemechaniseerde artillerie.

## Ontwerp
De BT-42 was in principe een BT-7 romp zonder toren met daarop een volledig nieuwe, hoekige toren, die werd gebouwd door Valtion Tykkitehdas (Staats artilleriefabriek). Het grote terugslagmechanisme werd beschermd door een kanonmantel met een maximale dikte van 16 mm en het pantser werd aan elkaar bevestigd door middel van lassen of klinknagels. Aan de achterzijde werden twee klapdeuren geplaatst voor een gemakkelijke in- en uitgang. De bemanning had de beschikking over vier kijksleuven, maar had geen periscopen en geen commandantskoepel.

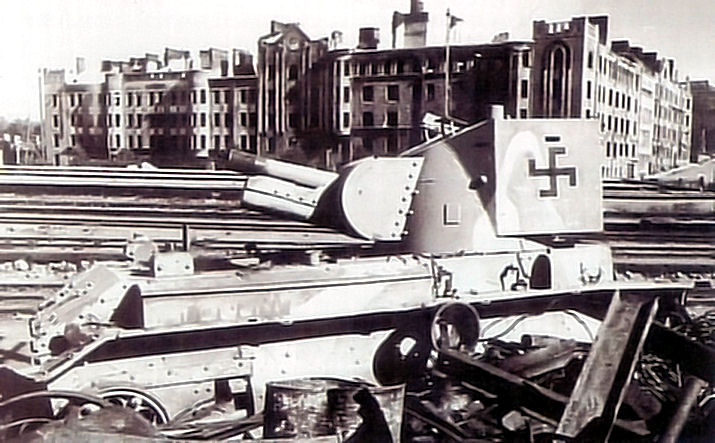
Uitgeschakelde BT-42, waarschijnlijk in Vyborg.

## Gebruik
Begin 1943 werden de tanks voor het eerst ingezet bij de rivier de Svir. De BT-42's werden relatief succesvol ingezet tegen Sovjet-bunkers. Daarna kwamen ze in een directe confrontatie met T-34 tanks, maar de Britse houwitsers hadden niet genoeg penetratiekracht om door het pantser van de T-34 heen te dringen. Wel werden de BT-42's zelf uitgeschakeld. Toen het Duitse leger dat vernam, zonden ze HEAT (High Explosive Anti Tank) granaten om lokaal te produceren in Finland. Hierna werden ze opnieuw ingezet om een grootschalig Sovjet offensief in de buurt van Vyborg te stoppen. Van de negen tanks die werden ingezet werden er acht vernietigd, terwijl zij zelf geen enkel voertuig konden uitschakelen. Eén BT-42 schoot achttien keer op één T-34, maar boekte geen succes. Na de rampzalige verliezen bij Vyborg werden alle overgebleven BT-42's buiten gebruik genomen en vervangen door Duitse StuG III's.

## Problemen
De tank was zeer onpopulair bij de troepen. Ten eerste leverde het kanon ondermaatse prestaties, waardoor Sovjet-Unie-tanks niet uitgeschakeld konden worden. Ten tweede was de toren deels geassembleerd met klinknagels, zodat de klinknagels losschoten en vervolgens als dodelijke projectielen in de toren rondvlogen, als de toren door een projectiel werd geraakt. Ook was het zicht zeer slecht en boden de deuren geen bescherming voor de bemanning. Door het zware kanon werd de mobiliteit sterk verminderd, ten opzichte van het originele ontwerp en de hoge behuizing door de grote toren maakte de tank een goed zichtbaar doel. Doordat het gewicht met een ton vermeerderd was, werden de ophanging en transmissie zwaar overbelast, zodat zich tijdens onderhoud kritieke toestanden voordeden.

Van de achttien gebouwde voertuigen is er slechts één overgebleven (registratienummer Ps. 511-8) en deze bevindt zich nu in het Parola Tank Museum in Finland.

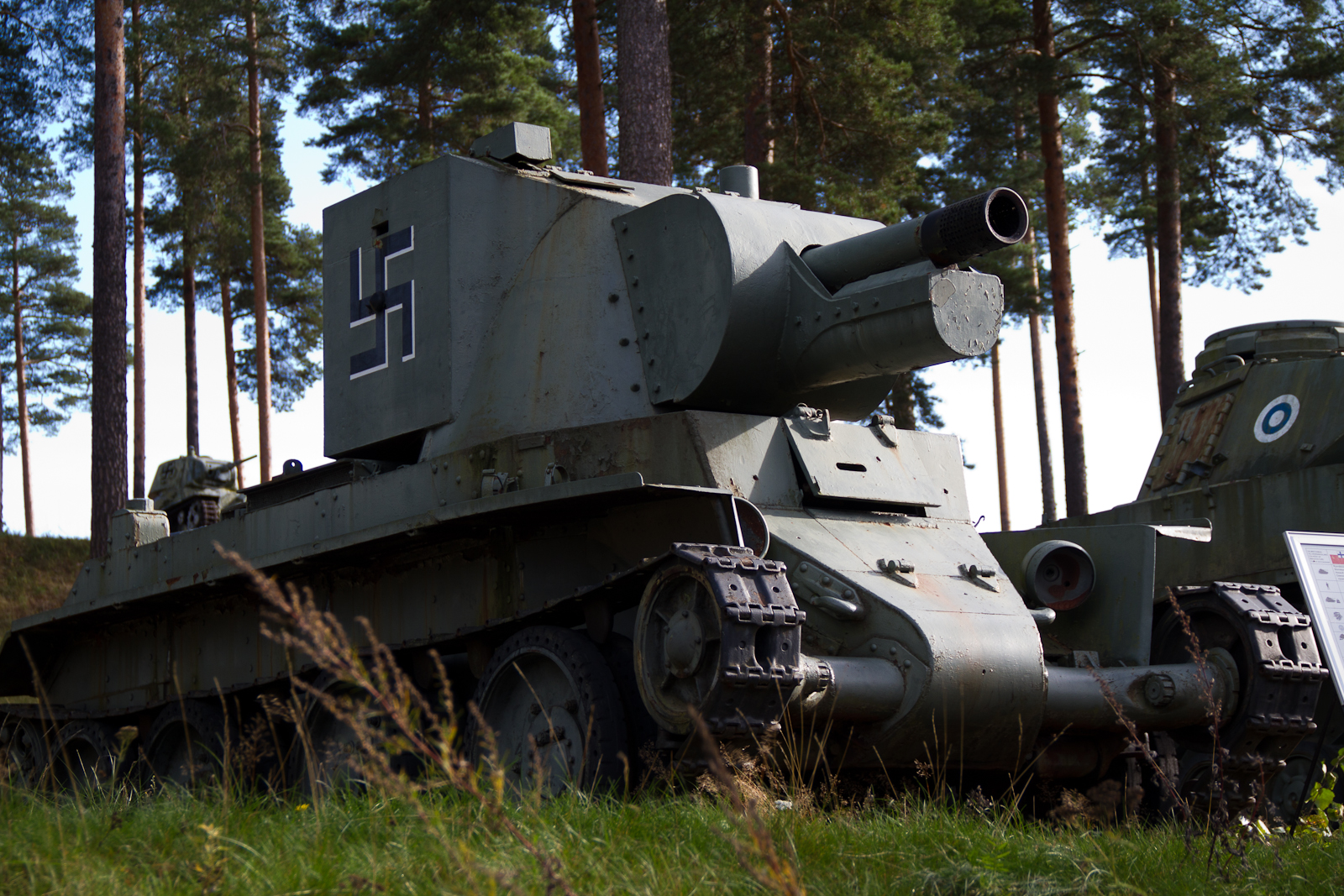
Schuin aanzicht.
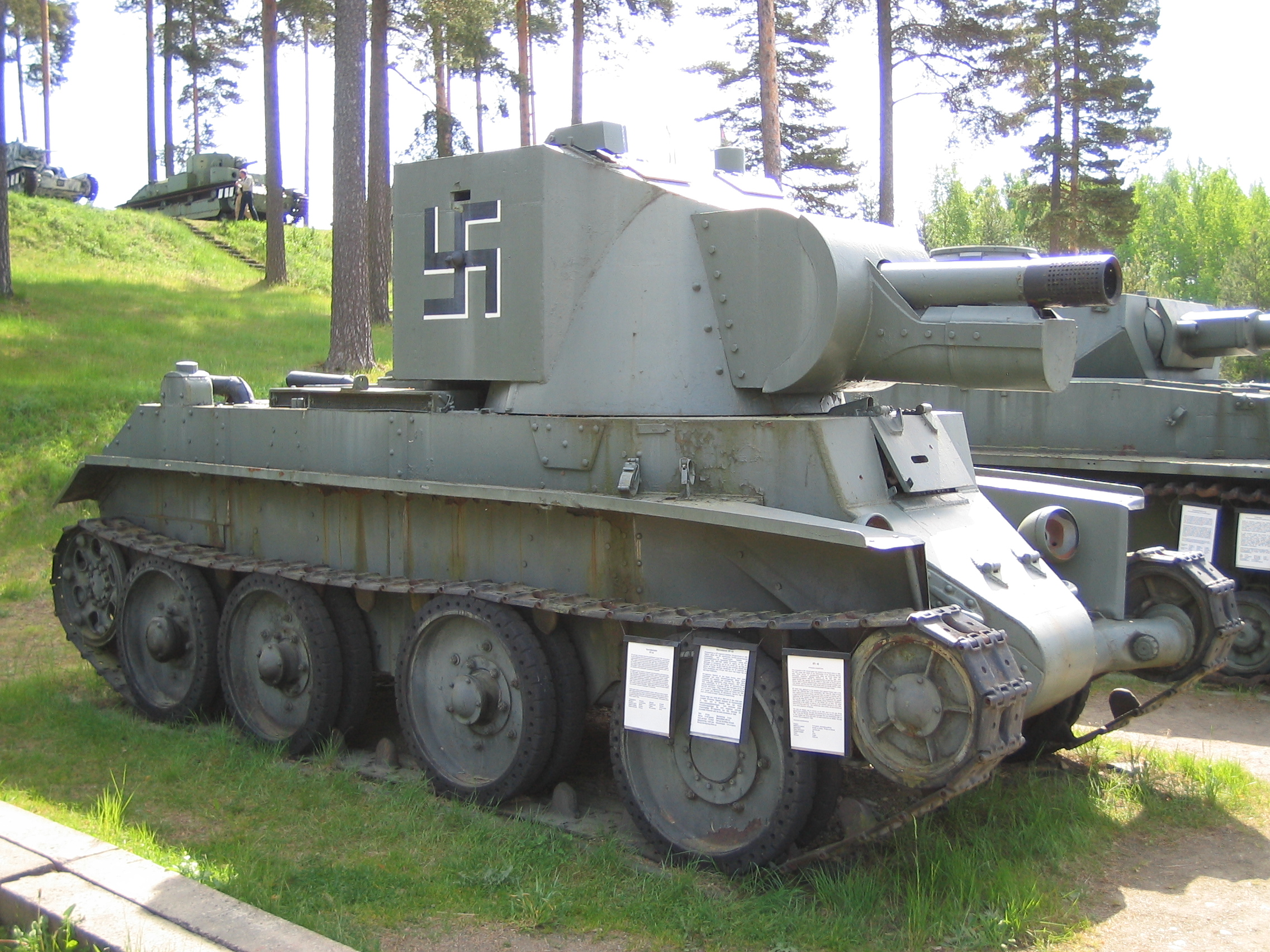
Schuin aanzicht.
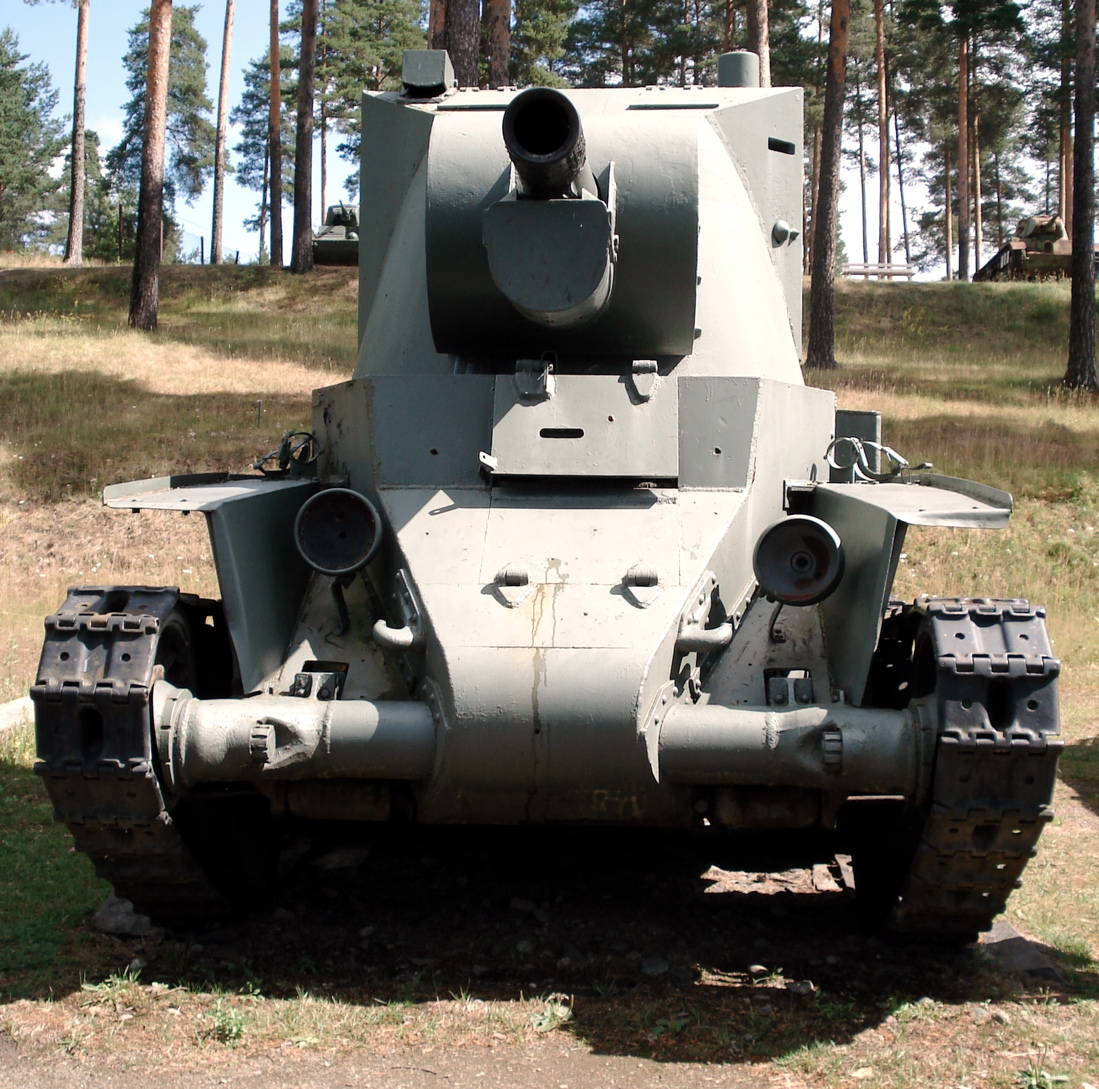
Vooraanzicht